# 弗鲁阿尔—诺韦昂铁路
弗鲁阿尔—诺韦昂铁路（法語：Ligne de Frouard à Novéant）是法国本土的一条铁路，起点为弗鲁阿尔站，与巴黎—斯特拉斯堡铁路相接；终点为诺韦昂站，与莱鲁维尔—梅斯铁路相连，全长33.2公里。该铁路于1850年全线通车，为复线电气化铁路。该铁路在法国铁路系统中的编号为090000。

## 历史
弗鲁阿尔—诺韦昂铁路修建计划于19世纪初被提出，最初由巴黎-斯特拉斯堡铁路公司负责修建，并于1850年建成通车。该铁路于1854年被法国东部铁路公司收购。此后因普法战争，阿尔萨斯-洛林地区被普鲁士军队占领，该铁路以北部分路段停止运行，直到一战结束后才得以恢复通车。1938年起由法国国家铁路公司经营。1960年完成电气化改造。
该铁路所在的摩泽尔河谷是法国重要的区域经济带，是法国东北部最繁忙的铁路线之一。

## 路线
弗鲁阿尔—诺韦昂铁路由弗鲁阿尔站向北引出，沿摩泽尔河西岸北上，接入诺韦昂站，与莱鲁维尔—梅斯铁路相连。

## 车站列表
| 弗鲁阿尔—诺韦昂铁路车站列表 |         |                                                                                       |                |            |
| 车站 | 公里数* | 交汇路线                                                                              | 本线停靠车种   | 可换乘交通 |
| Frouard 弗鲁阿尔站 | 344.266 | 070000 巴黎—斯特拉斯堡铁路（斯特拉斯堡方向）↑ 070000 巴黎—斯特拉斯堡铁路（巴黎方向）↘ | Fluo Grand-Est |            |
| Pompey 蓬佩站 | 344.777 | 096000 蓬佩—诺姆尼铁路（诺姆尼方向）↙                                                 | Fluo Grand-Est |            |
| Marbache 马尔巴什站 | 348.753 |                                                                                       | Fluo Grand-Est |            |
| Belleville 美丽城站 (默尔特-摩泽尔省) | 351.572 |                                                                                       | Fluo Grand-Est |            |
| Dieulouard 迪约卢阿尔站 | 355.400 |                                                                                       | Fluo Grand-Est |            |
| Pont-à-Mousson 蓬塔穆松站 | 362.082 |                                                                                       | Fluo Grand-Est |            |
| Vandières 旺迪耶尔站 | 368.117 |                                                                                       | Fluo Grand-Est |            |
| | 368.242 | 联络线，可前往005000 东部高速铁路的巴黎方向↘                                          |                |            |
| | 370.880 | 联络线，可前往005000 东部高速铁路的巴黎方向↗                                          |                |            |
| Pagny-sur-Moselle 摩泽尔河畔帕尼站 | 371.890 | 095000 隆吉永—摩泽尔河畔帕尼铁路（隆吉永方向）↘                                       | Fluo Grand-Est |            |
| Novéant 诺韦昂站 | 376.509 | 089000 莱鲁维尔—梅斯铁路（莱鲁维尔/巴勒迪克方向）↗                                    |                |            |
| Novéant 诺韦昂站 | **      | 089000 莱鲁维尔—梅斯铁路（梅斯方向）↓                                                 | Fluo Grand-Est |            |
| *注：公里数零起点为巴黎东站，沿巴黎—斯特拉斯堡铁路延伸；划线为已关闭车站或线路，部分完全废弃的车站或线路不在本表中显示； **注：非正线车站。 |         |                                                                                       |                |            |